# Ramponio Verna
Ramponio Verna – miejscowość i gmina we Włoszech, w regionie Lombardia, w prowincji Como.
Według danych na rok 2004 gminę zamieszkiwały 402 osoby, 100,5 os./km².